# PANDEMONIUM 〜降臨幻術〜
『PANDEMONIUM 〜降臨幻術〜』（パンデモニウム こうりんげんじゅつ）は、LOUDNESS16枚目のアルバム。2001年11月21日発売。
発売元は日本コロムビア。

## 解説
2001年2枚目となるフルアルバム。英語詞ヴァージョンが同年にリリースされることはあったが、完全な新作フルアルバムが1年に2枚リリースされるのは初めて。前作がオリジナルLOUDNESSの歴史に基づいた作風であったのに対し、今作ではそれとは異なったヘヴィサウンドである。
タイトルの"pandemonium"とは大混乱・修羅場、また悪魔の巣窟・伏魔殿の意味である。

## 収録曲
1. Ya Stepped On A Mine　[3:45]
タイトルの"Ya"は"You"を意味する視覚方言である。
2. Bloody Doom　[5:57]
3. The Pandemonium　[4:35]
本作タイトル曲。
4. Vision　[4:58]
5. What's The Truth?　[4:09]
6. Suicide Doll　[6:46]
7. Chaos　[4:47]
8. The Candidate　[5:09]
9. Real Man　[6:05]
10. Inflame　[4:42]
11. Snake Venom　[4:56]

## 参加ミュージシャン
- 二井原実 - ボーカル
- 高崎晃 - ギター、作詞、作曲、編曲
- 山下昌良 - ベース
- 樋口宗孝 - ドラム